# William Berkeley (1er comte FitzHardinge)
Pour les articles homonymes, voir William Berkeley (homonymie) et Berkeley.
William FitzHardinge Berkeley, 1er comte FitzHardinge (26 décembre 1786 - 10 octobre 1857), connu sous le nom de Lord Segrave entre 1831 et 1841, est un propriétaire foncier et homme politique britannique.

## Jeunesse
Berkeley est né à Mount Street, Grosvenor Square, Londres, fils aîné de Frederick Berkeley (5e comte de Berkeley) et de Mary Cole, fille de William Cole. Il est le frère de Maurice Berkeley (1er baron FitzHardinge), Francis Henry FitzHardinge Berkeley, George Charles Grantley Fitzhardinge Berkeley et Craven Berkeley et le neveu de George Cranfield Berkeley.

## Contestation de légitimité
De grandes incertitudes ont été soulevées quant à savoir la date exacte du mariage des parents. Le 16 mai 1796, le comte de Berkeley épouse Mary Cole à Lambeth. Le comte a alors soutenu qu'ils s'étaient mariés à Berkeley, Gloucestershire, officié par le vicaire de Berkeley, le 30 mars 1785. Cette cérémonie est cependant gardée secrète jusqu'après le mariage de Lambeth, Mary étant connue sous le nom de Miss Tudor entre les deux dates. Peu de temps après le mariage de Lambeth, un certificat de la cérémonie de Berkeley est produit, après avoir été récupéré, a-t-on allégué, dans des circonstances très étranges. Le couple a six fils jusqu'au mariage de 1796, dont William Berkeley. En 1799, après que le comte ait annoncé son mariage plus tôt, William Berkeley (communément appelé vicomte Dursley, le titre de courtoisie normal de l'héritier présumé du comté) obtient l'autorisation de prouver sa légitimité devant le Comité des privilèges de la Chambre des lords, et en 1801, le comte fait une déposition donnant tous les détails du mariage de Berkeley.

## Réclamation à la baronnie et au comté de Berkeley
Lord Berkeley meurt en août 1810, et William Berkeley demande à être convoqué à la Chambre des lords en tant que comte de Berkeley. En mars 1811, le Comité des privilèges décide que le mariage de Berkeley en 1785 "n'est pas alors prouvé" et que la demande du pétitionnaire n'est pas établie. William reçoit le Château de Berkeley et les autres domaines par testament, et le 2 juillet, après la décision défavorable du comité des Lords, il réclame une assignation en tant que baron par tenure du château de Berkeley. La demande est déposée devant le Comité des privilèges en 1828 et 1829, mais les Lords ne rendent aucun jugement sur l'affaire. Le fils aîné né après le mariage à Lambeth en 1797 du cinquième comte, Thomas Moreton FitzHardinge Berkeley, devient à la mort du comte en 1810 De jure 6e comte de Berkeley - cependant, il refuse de revendiquer son droit au comté. En 1831, William Berkeley est élevé à la pairie en tant que baron Segrave, du château de Berkeley dans le comté de Gloucester.

## Nominations publiques
Il est élu au parlement comme l'un des deux représentants du Gloucestershire en 1810 (succédant à son oncle George Cranfield Berkeley), siège qu'il n'occupe que jusqu'en 1811. En 1836, il est nommé Lord Lieutenant du Gloucestershire, poste qu'il conserve jusqu'à sa mort,. En 1841, il est nommé comte FitzHardinge.

## Vie privée
Berkeley ne s'est jamais marié. Il a plusieurs maîtresses et, en 1821, John Waterhouse lance une action pour « conversation criminelle » (adultère) contre lui, recevant 1 000 £ de dommages-intérêts aux Assises de Gloucester pour la liaison de Berkeley avec Mme Waterhouse. Il meurt au château de Berkeley, Gloucestershire, en octobre 1857, à l'âge de 70 ans. La baronnie de Segrave et le comté de FitzHardinge s'éteignent avec lui. Le titre FitzHardinge est relancé en 1861 lorsque son jeune frère Maurice Berkeley est créé baron FitzHardinge.